# Charles Kingston Welch

Charles Kingston Welch

Dunlop-Welch-Drahtreifen auf Tiefbettfelge

Charles Kingston Welch (* 1861 in Tottenham; † 7. Dezember 1929 in Coventry) war ein britischer Erfinder. Obwohl Welch relativ unbekannt ist, wird seine Erfindung des Drahtreifens mit Schlauch und Tiefbettfelge (1890) entscheidender für den wirtschaftlichen Erfolg der Reifenindustrie als John Boyd Dunlops (1888) Erfindung des Luftreifens angesehen: Das britische Patent No. 14563 datiert vom 16. September 1890. Welchs Patent beschrieb einen Drahtreifen mit Schlauch, der auf eine Tiefbettfelge montiert wurde. Welch benutzte für seine Konstruktion – die er in wenigen Tagen perfektionierte – eine normale U-Felge eines Vollgummireifens. Dunlops Pneumatic Tire Company unter Du Cros erwarb neben diesem das Patent von William Erskine Bartlett auf einen Wulstreifen. Beide Patente waren entscheidend, da im Gegensatz zu Dunlops Reifen diese nicht auf die Felge geklebt, sondern durch Mantel und Schlauch demontierbar waren. 1894 waren schon 89,5 Prozent aller neuen Fahrräder mit diesen Luftreifen ausgerüstet.